# Xàtiva
Xàtiva és una ciutat del País Valencià, capital de la comarca de la Costera. Té 30.378 habitants i conforma una Àrea Urbana Integrada (AUI)  de més de 60.000 habitants amb 10 municipis molt propers. El seu reconeixement com a ciutat data del 1347 i és dels més antics que es coneixen.
Històricament, Xàtiva ha sigut una de les poblacions més importants del Regne de València, junt amb València i Oriola, les altres dues ciutats més importants en l'època foral. Així, tot i que Oriola i Sogorb tenien seu episcopal, Xàtiva era la segona ciutat a votar en Corts. Els habitants de Xàtiva s'anomenen xativins i xativines o xativencs i xativenques, encara que popularment es coneixen per socarrats, perquè la ciutat va ser incendiada per les tropes borbòniques de Felip V durant la Guerra de Successió Espanyola.
A finals dels anys 70, degut a la seua situació geogràfica i històrica i per evitar els recels d'Alacant vers València, es va proposar perquè fóra la capital de la nova comunitat autònoma que havia de crear-se.

## Geografia
Entre les conques del riu Albaida i del seu afluent, el Cànyoles, el terme té un perímetre molt desigual. Fora del terme, té diversos enclavaments territorials. El municipi conté els nuclis de població de Xàtiva, Annauir, El Realenc, Sorió i la Torre d'En Lloris.
La ciutat està enclavada als peus de les serres del Castell i de Vernissa, els vessants de les quals arriben a ocupar algunes cases, i s'estenen fins a la part més plana de la riba del riu, coneguda com a l'Horta de Xàtiva.
Limita amb l'Alcúdia de Crespins, Barxeta, Canals, Cerdà, Estubeny, el Genovés, la Granja de la Costera, Llocnou d'en Fenollet, Llanera de Ranes, La Llosa de Ranes, Montesa, Novetlè, Rotglà i Corberà, Torrella i Vallés (a la mateixa comarca); amb Alcàntera de Xúquer, Beneixida, Carcaixent, Càrcer, L'Ènova, Manuel, Rafelguaraf, Sellent i Castelló de la Ribera (a la comarca de la Ribera Alta); amb Anna i Énguera (a la Canal de Navarrés); amb Bellús, Benigànim, Guadasséquies i l'Olleria (a la Vall d'Albaida) i amb Simat de la Valldigna (a la comarca de la Safor).

### Climatologia
El clima a Xàtiva és mediterrani, encara que per la seua situació relativament allunyada de la costa i entre valls i rodejada de muntanyes, els estius són força calorosos.

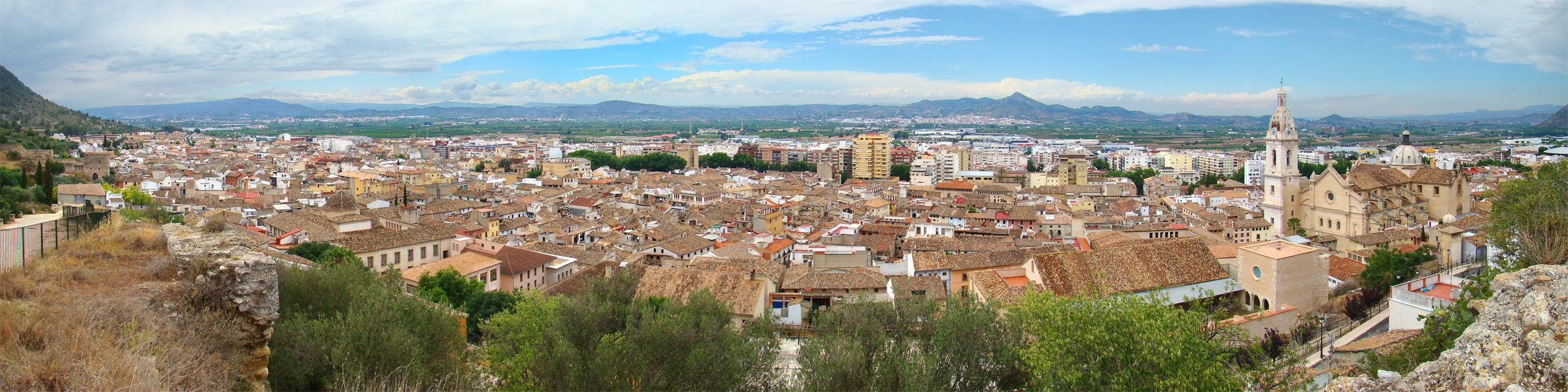
Vista panoràmica de Xàtiva

## Toponímia
Xàtiva (pron. local [eixàtiva]) és una de les poques ciutats valencianes que ha conservat un topònim preromà. Els ibers la van conèixer com a Saitabi, la qual cosa va derivar en llatí a Saetabi o Saetabis. En àrab va evolucionar a مَدينَة شاطِبَة (madīnat Šāṭibat) i d'ací al valencià Xàtiva. En 1707 Felip V va canviar el nom de la ciutat pel de San Felipe. Les Corts de Cadis van restituir el nom en 1811 en la forma Xátiva, que posteriorment es va adaptar a l'ortografia acadèmica castellana amb la grafia Játiva. Amb la fi del franquisme i la recuperació de l'autonomia, va tornar a canviar oficialment a la forma valenciana Xàtiva per Decret del Consell de 7 de gener de 1980.

## Història
L'existència de presència humana a Xàtiva data de fa més de 100.000 anys i correspon a l'home de Neanderthal, al paratge de la Cova Negra. De fet, Juan Luis Arsuaga, ha explicat recentment que els darrers neandertals que van viure a Xàtiva són també els últims membres d'eixa espècie humana, abans de la seua extinció.

### Època ibèrica i romana

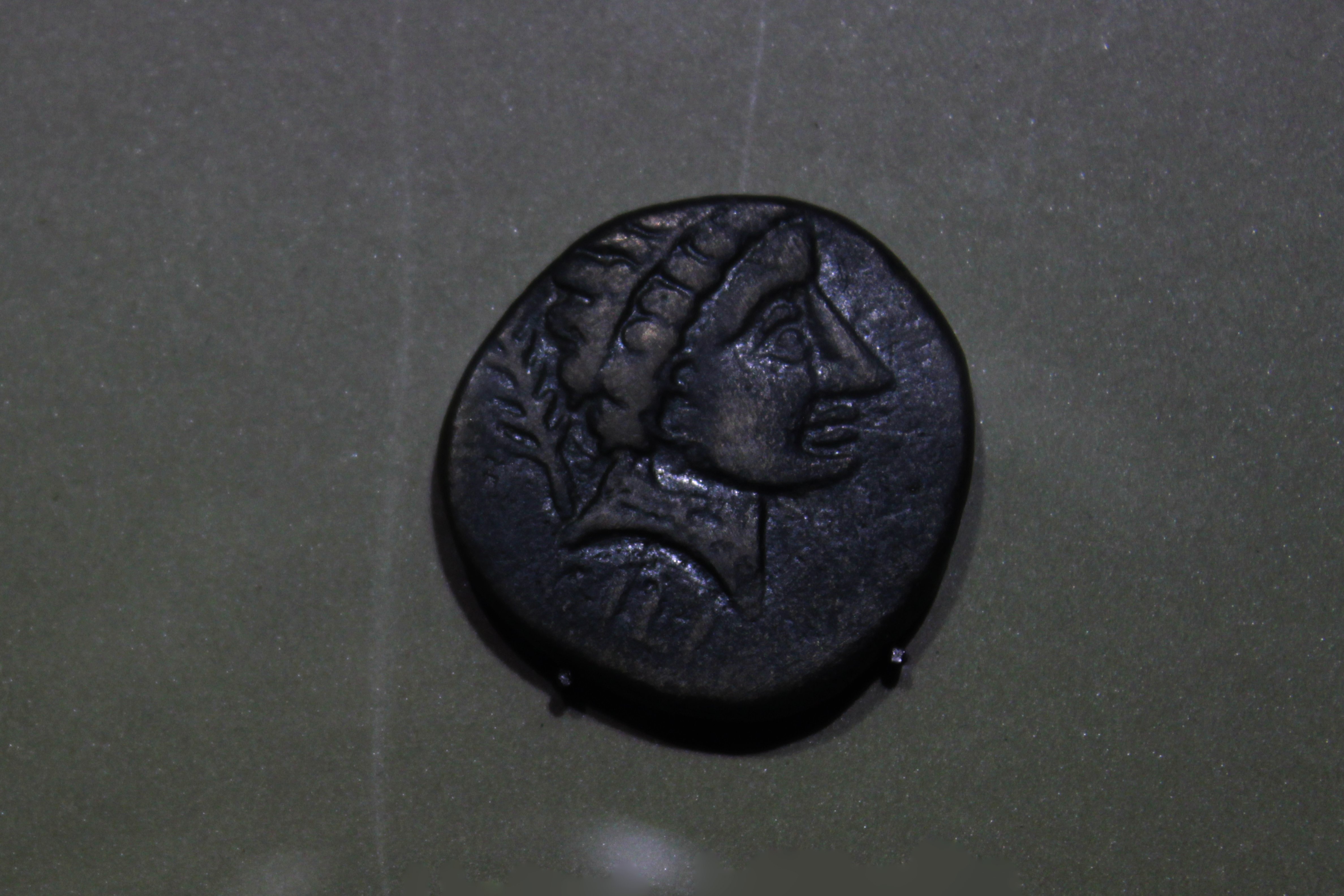
Moneda romana de Saetabi, del segle I aC. Dipositada al Museu de Prehistòria de València.

L'actual assentament de la ciutat i el seu nom sorgiren una mica més tard i en època ibèrica. L'oppidum primitiu se situà del cim del castell cap a la cara sud; llavors rebia el nom de Saitabi, abreujat en Saiti en algunes monedes emeses per la població, que guanyà certa importància en part gràcies al comerç testimoniat amb grecs i fenicis. Després de la conquesta romana, la nova ciutat s'establí a la cara nord de la muntanya, d'on s'observa tota la plana. La Xàtiva romana adaptà el nom i el convertí en Saetabis, i en temps d'august rebé el títol d'Augusta en honor del primer emperador romà, que li concedí la categoria de municipi de dret llatí. Va tenir molta importància com a nus de comunicacions. De finals de l'època romana va ser seu episcopal. El Bisbat de Sètabis (Bisbat de Xàtiva) es va perllongar en el temps fins a època musulmana, i els seus bisbes acudien als concilis de Toledo.

### Època musulmana[calcitació]
Va pertànyer inicialment al territori de Tudmir, però al segle X ja apareix dins la cora de València. Hi habitaven algunes famílies notables, com els Banu Mufawwiz (maafàrides) i els Banu Amira (nàfzides), però no se sap la importància de les aportacions exteriors (àrabs o berbers) amb relació a la població local. A la primera meitat del segle x, el governador local fou elegit algunes vegades per la població i pel governador de Balànsiyya, i no pas designat per Còrdova. A l'inici del segle, el control a Xàtiba i a Jazira Shukar (Alzira), el tenia Amir ibn Abi-Khawxan, un berber hawwara, senyor de Santaver, que el 924 va resistir els atacs de l'exèrcit d'Abd-ar-Rahman III, però finalment va rendir Xàtiba el 929 en condicions honorables, que li van permetre organitzar els afers a Santaver.
Al segle xi, s'hi van establir els Banu Milhasn (que venien de Huelva) i els Banu Mufawwiz estaven llavors instal·lats a la propera Yanuva (L'Ènova). Caigut el califat, els amírides de Còrdova s'hi van crear un domini. L'eslau Khayran as-Saqlabí d'Almeria va proclamar a Xàtiba, el 1018, l'omeia Abd-ar-Rahman al-Murtada, però aviat els eslaus van proclamar a Xàtiba un amírida net d'Almasor, Abd-al-Aziz ibn Abd-ar-Rahman al-Mútaman (1021), que fou també proclamat a Balànsiya. Els eslaus (esclavons) lluitaven entre ells, i Mujàhid de Dénia va donar suport a la revolta de Xàtiba i altres viles contra Abd al-Aziz (1041). Aquest va recuperar la població; però, a causa de la guerra, va perdre part del territori que dominava abans del 1041. El fill i successor, Abd-al-Màlik, davant les dificultats, va buscar el suport castellà que, sota Ferran I de Castella, començaven a atacar el Xarq al-Àndalus.
Al llarg del període musulmà, Xàtiva va viure una etapa d'esplendor cultural i una millora general de les seues infraestructures. Així, gran part de les seues canalitzacions d'aigua s'originaren en aquest període. Els musulmans no sols crearen la xarxa de séquies de l'Horta de Xàtiva, sinó que construïren nombrosos aljubs i canalitzaren l'aigua per a fonts públiques de la ciutat. També, gran part de les torres i de la planta actual del Castell de Xàtiva foren bastides en aquesta època. D'entre els fets culturals remarcables, cal destacar que Ibn Hzam va escriure el cèlebre llibre El collar de la coloma mentre es trobava a Xàtiva exiliat de Còrdova. Alguns xativins reeixits de l'època són Ibn Jubair o Càssim ibn Ferro. Xàtiva és considerat el bressol del paper a Europa perquè Abú Masaifa hi va establir el primer molí paperer en 1074, i són molt coneguts i valorats els seus papers.
El 1064 Yahya ibn Ismaïl al-Mamun, rei de Toledo, va intervenir i es va apoderar de Xàtiba, Balànsiya i altres poblacions, i va annexionar la taifa amírida. Abu-Bakr Muhàmmad ibn Abd-al-Aziz al-Amirí, més conegut simplement com a Abu-Bakr ibn Abd-al-Aziz, que era fill d'Abd-al-Aziz ibn Abi-Àmir al-Mansur i, per tant, germà d'Abd-al-Màlik ibn Abd-al-Aziz al-Mudhàffar, fou nomenat valí pel nou sobirà toledà, fins a la mort d'aquest, el 1075. A partir d'aquest moment, se sublevà contra el nou rei de Toledo, Hixam ibn Yahya al-Qàdir, i aconseguí la independència.
El 1076, Àhmad ibn Sulayman al-Múqtadir de Saragossa va ocupar Tortosa i va seguir contra Dénia, que també va ocupar. Durant cinc anys, Dénia va dependre de Saragossa. Abū Ga'far Ahmad ibn Sulaymān al-Muqtadir va morir el 1081 i va deixar Dénia, Lleida i Tortosa al seu fill al-Múndir Imad-ad-Dawla, que va establir un estat anomenat emirat de Xàtiva, amb capital a l'actual Xàtiva, que havia sigut ocupada darrerament. Va ocupar Alacant, que havia caigut en mans de Múrcia (Regne de Sevilla). El 1082, es va aliar amb Berenguer Ramon II de Barcelona contra el seu germà Yússuf ibn Àhmad al-Mútaman de Saragossa, i forces aliades van assetjar Almenar, però foren derrotades pel saragossà i el comte de Barcelona fou fet presoner, encara que tot seguit alliberat. El mercenari castellà Rodrigo Díaz de Vivar, al servei de Saragossa, va fer la guerra a l'emir de Xàtiva. El 1086, el rei Yahya al-Qàdir, de València, va atacar Xàtiva, i al-Múndir va demanar ajut als seus aliats el comte de Barcelona, el rei d'Aragó i de Pamplona, i el comte d'Urgell. Quan els catalans van avançar cap a València, els valís de Morvedre, Sogorb, Xèrica i Almenara es van declarar independents; prop de Xàtiva, al-Qadir fou derrotat i va fugir cap a València. Els catalans estaven disposats a atacar la ciutat quan Yússuf ibn Àhmad al-Mútaman de Saragossa va atacar Lleida, tot i que els aragonesos van atacar territori saragossà i li van arrabassar Montsó temporalment. L'atac saragossà a Lleida (possessió de Xàtiva) fou rebutjat principalment pels catalans.
El 1087, va morir Abd-Al·lah al-Murtada de les Balears i les illes van declarar la seua obediència a al-Múndir de Xàtiva. El 1089, l'emir de Xàtiva i els catalans van atacar València aprofitant que el cap mercenari castellà Rodrigo Díaz havia anat a Castella; però el rei castellà li va ordenar de tornar per ajudar el seu protegit, el rei de València al-Qadir, i davant dels mercenaris ben entrenats, els catalans i els seus aliats locals es van haver de retirar cap a Requena. En la campanya del 1090, els catalans i castellans es van enfrontar en la batalla de Tébar (prop dels ports de Beseit) i Berenguer Ramon II fou derrotat i va caure presoner; per ser alliberat va haver de pagar un fort rescat. El 1090, va morir al-Mundir i va repartir el seu regne: Lleida i Tortosa pel seu fill Sulayman ibn al-Múndhir Sàyyid-ad-Dawla, i Xàtiva, Dénia i les Balears per a Mubàixxir Nàssir-ad-Dawla (Mobaxer Nasir al-Dawla). Els saragossans van ocupar llavors Lleida, mentre els valencians van avançar cap al sud i van ocupar Elx i el castell de Polop. Els Banu Batir exerciren la seua tutela sobre el poder reial. El poder efectiu estava en mans d'un personatge anomenat Ibn Munqidh quan, el 1091/1092, l'almoràvit Yússuf ibn Taixfín, que havia ocupat Almeria, va entrar a Múrcia, Xàtiva i finalment Dénia, que va ocupar fàcilment. Mubàixxir Nàssir-ad-Dawla va fugir a les Balears i l'emirat de Xàtiva o Dénia es va acabar. Xàtiva va servir poc després de base per defensar València del Cid i milers de voluntaris van ser reclutats a Xàtiba, però aquest exèrcit no va poder impedir la caiguda de València en mans de Rodrigo Díaz. Una vegada amo de València, el Cid va atacar Xàtiba diverses vegades, així com altres poblacions; l'exèrcit almoràvit fou derrotat i es va haver de refugiar a Xàtiba. Un general almoràvit, de nom Ali al-Hajj, fou designat per fer front al Cid i va agafar Xàtiba com a base. Els almoràvits no van reeixir fins al 1102. Llavors, l'emir Abu Ishaq Ibrahim ibn Yússuf ibn Taixfín, fill del gran emir, nomenat governador del Shark al-Andalus, va establir residència a Xàtiba, que va arribar llavors a la seua època més brillant. El 1117 va fer renovar les fortificacions de la ciutat.
Després d'anys de pau, les revoltes contra els almoràvits (1144-1147) van fer tornar les lluites. Els notables de Balànsiya van oferir el poder al cadi Abu-Màlik Marwan ibn Abd-Al·lah ibn Abd-al-Aziz (també esmentat com Abu-Abd-al-Màlik Marwan) el 1145, mentre el governador almoràvit, Abd-Al·là ibn Muhàmmad ibn Ghàniya, que sembla que tornava a residir a Balànsiya, es va refugiar a Xàtiba amb la seua família i els almoràvits de València i la regió se li van unir. Protegits per la fortalesa, van fer incursions a València i altres llocs; les masies foren assaltades i les dones i criatures foren emportats, arruïnant així els camperols. Abu-Màlik Marwan ibn Abd-Al·lah ibn Abd-al-Aziz va passar a l'ofensiva i va anar a assetjar Xàtiba amb ajut d'exèrcits vinguts de Lleida i Múrcia, i va aconseguir expulsar-los de la ciutat. Però, poc després, les tropes del cadi es van revoltar i van reconèixer l'autoritat d'Abd-Al·lah ibn Iyad, governador de Múrcia; al desembre, Ibn Iyad va marxar cap a Balànsiya per a fer-se càrrec del comandament i de la situació. Va tornar el 7 de gener de 1146, i deixà el govern de Balànsiya al seu cunyat, Abd-Al·lah ibn Sad ibn Mardanix. El mes següent, Ibn Iyad i el seu protector i cap nominal, Àhmad ibn Abd-al-Màlik Sayf-ad-Dawla, van ser derrotats per les tropes cristianes aliades amb el cabdill Abd-Al·lah ath-Thaghrí a la batalla d'al-Ludjdj el 5 de febrer de 1146, de què va escapar viu quasi de miracle, encara que tant Sad ibn Mardanix com Sayf-ad-Dawla hi van morir. Abd-Al·lah ath-Thaghrí havia conspirat amb Alfons VII de Castella per arrabassar el poder a Múrcia i ho havia aconseguit al maig de 1146, després d'expulsar de la ciutat el lloctinent d'Ibn Iyad, i ara passava a governar també València i Xàtiva (maig); però el seu govern va durar poc, ja que va morir al setembre d'aquell mateix any a mans de les tropes d'Ibn Iyad, que van assaltar la ciutat i el van perseguir en la seua precipitada fugida cap a Oriola. Ibn Iyad va reprendre el govern i el va mantenir fins a la seua mort, a l'agost de 1147, esdevinguda a Uclés per ferida de guerra infligida en el seu enfrontament amb la família dels Banu Yamail. Muhàmmad ibn Sad ibn Mardanix, que era ara el seu lloctinent a València, va prendre el poder a València, Xàtiva, Dénia i Alacant, i fou proclamat emir a Múrcia i Llorca. Va emparentar per matrimoni amb Ibrahim ibn Hamuixk de Jayyan (Jaén), que li va cedir el districte del Segura i les seues muntanyes. Conegut com el «Rei Llop», va resistir durant anys els almohades. Va deixar el govern de València i regió al seu germà Abu-l-Hajjaj Yússuf que, el 1171, es va sotmetre als almohades, però va seguir governant (fins a la seua mort el 1186). Els almohades, de fet, no van poder exercir control sobre Xàtiba, València o Dénia fins després de la seua mort el 1172. Va començar llavors un segon període de pau, en què les fortificacions foren arranjades. Les restes arquitectòniques i artístiques que es conserven daten d'aquest període. Els almohades hi van instal·lar contingents berbers sinhadja i haskura (igual que a altres viles de la regió i de l'Àndalus).
Després de la batalla de Las Navas de Tolosa el 1212, el poder almohade es va desintegrar. En les lluites, Xàtiva es va declarar pel califa de Marràqueix en contra d'Abu-Muhàmmad Abd-Al·lah al-Àdil, que s'havia proclamat a Múrcia (1224-1227). En aquest temps, Xàtiba estava governava junt amb València, Dénia i Alzira per Sàyyid Abu-Zayd, net del califa Abd-al-Mumin ibn Alí i, encara que després va reconèixer el califa Abu-l-Ulà Idrís al-Mamun (1227-1232), no va poder resistir l'empenta de les revoltes d'Ibn Hud i de Zayyan ibn Mardanix. La població i els notables de Xàtiva van proclamar Ibn Hud com a emir; aquest va designar governador Yahya ibn Tahir i després Abu-l-Hussayn Yahya ibn Àhmad ibn Issa al-Khazrají (d'una família de notables de Dénia), que va governar sis anys (1231-1237) fins a la seua mort. El seu fill Abu-Bakr Muhàmmad, caid de la fortalesa, el va succeir. Mentrestant, l'amenaça catalana augmentava i, el 1238, Jaume I es va apoderar de la ciutat de València.

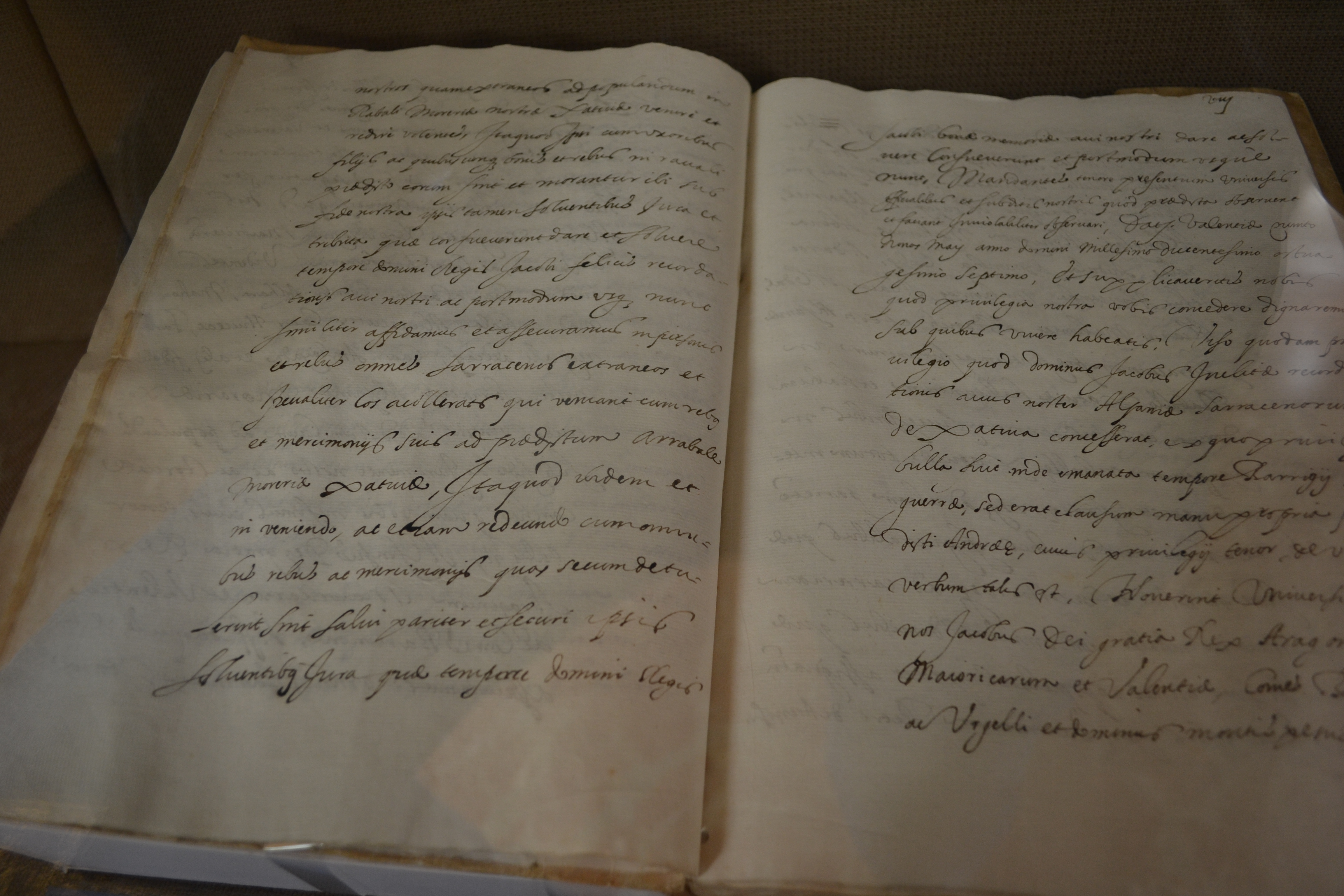
Carta pobla de Xàtiva (1252).

### Època medieval
La conquesta cristiana va necessitar tres setges: el de 1239 (quan fou ocupada Alzira), el de 1240 i el de 1244. El maig del 1244, el caid musulmà lliurà al Conqueridor el Castell Menor, rebent, a canvi, Vallada i Montesa. El 1246, el cap musulmà lliurà el Castell Major, i permeté el rei que els habitants islàmics conservaren llurs possessions; el 1248, a conseqüència de la revolta musulmana d'al-Azraq a la Vall de Gallinera, Pego i Serra, Jaume I expulsà els musulmans fora de la ciutat, tot i permetre que s'establiren a la moreria. És a dir: a la conquesta de Xàtiva es conjuminaren les armes, l'estratègia i la diplomàcia.
Després, Jaume I va respectar la mesquita i li va atorgar un privilegi a la ciutat (vegeu Privilegi de Jaume I a Xàtiva), pel qual es convertia en la capital de la Governació dellà de Xúquer, que duraria del 1244 al 1707; i el 1250 Jaume I concedeix a la vila el privilegi d'organitzar una fira comercial. La frontera amb la governació de València era el riu Xúquer. Diverses de les seues poblacions es van distingir en aquesta època, com ara Gandia o Dénia. A més, com ja s'ha indicat, durant tot aquest període, Xàtiva fou la segona ciutat del regne quant a població i importància política. Aquest estatus reial dona lloc a un escut de Xàtiva que afegeix una corona reial de cinc punts a la tradicional senyera reial. Entre els seus conquistadors, fou Ximèn Peres d'Orís, prestamista del rei Jaume I, un descendent homònim del qual fou alcaid del castell de Xàtiva.

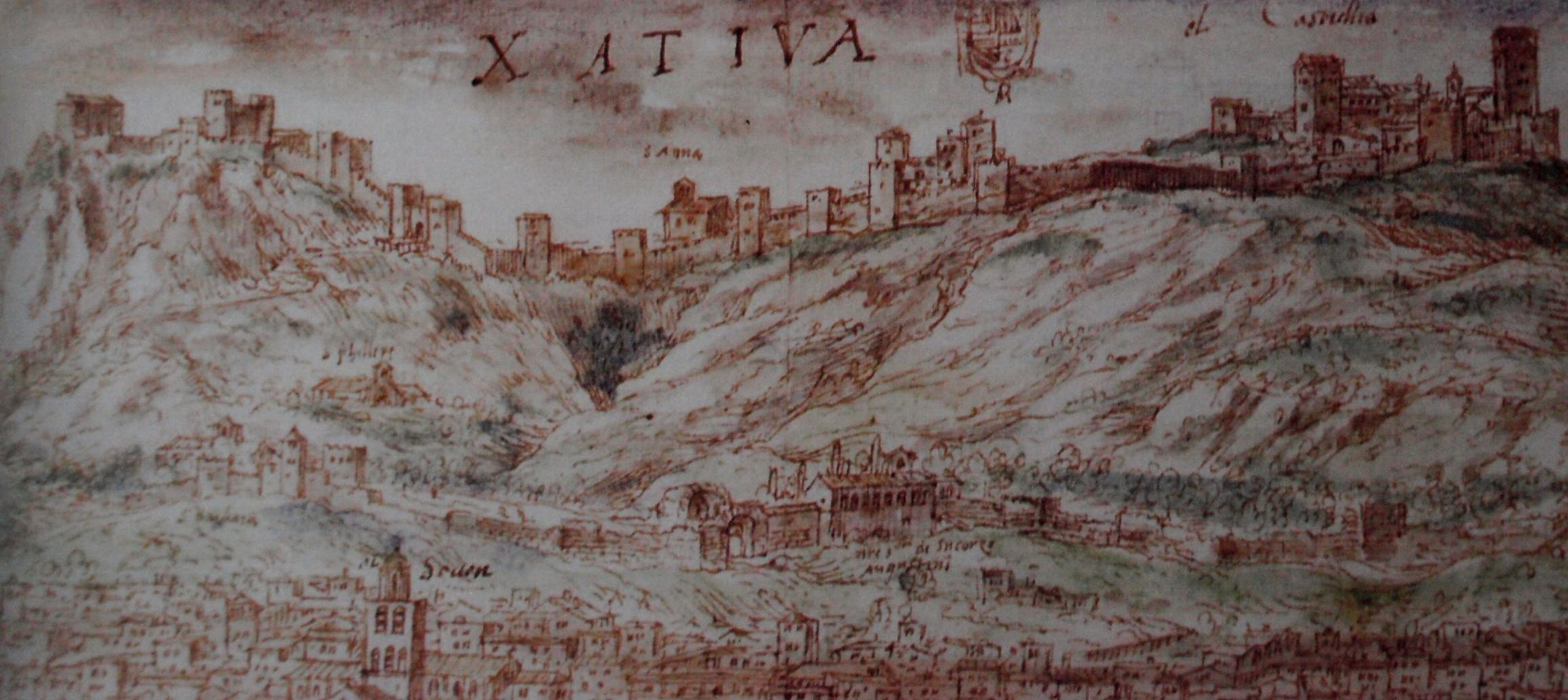
Castell de Xàtiva en un dibuix de 1563 d'Anton Wijngaerde.

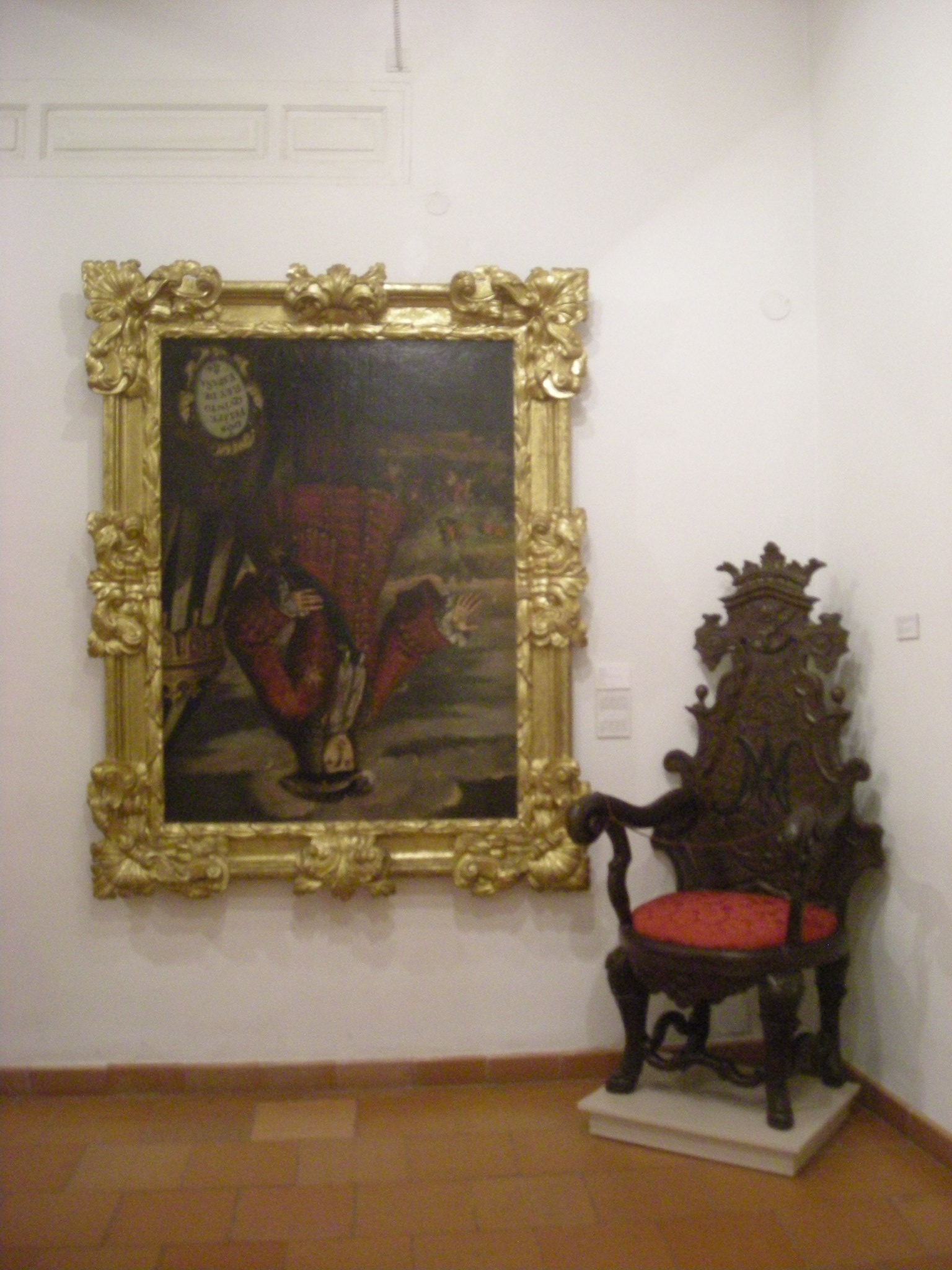
Retrat de Felip V cap per avall al costat d'una cadira, quan s'exposava a Almodí de Xàtiva.

Tot i això, Jaume I no li va concedir el títol de ciutat a Xàtiva, i va ser arran de la seua participació en la Guerra de la Unió que rebé aquesta distinció. La senyera pròpia (la senyera roja amb les quatre barres i la corona, que es pot observar a dalt) possiblement ja existia.

### Època moderna
Durant les Germanies, jugarà un paper destacat, especialment durant la primera, ja que s'hi farà fort de primeres Vicent Peris, dirigint des d'allí les Germanies, i a la seua mort el substituirà el misteriós personatge de L'Encobert, que els mateixos agermanats xativins substituiran per un altre després de la seua mort.
Durant la Guerra de Successió Espanyola, Xàtiva (a vegades coneguda com la Gernika valenciana), va patir dos setges de les tropes filipistes: el primer setge per les tropes del Comte de les Torres de Acorrin, però l'any següent, ja sense Joan Baptista Basset i Ramos i davant d'una artilleria més pesada, les muralles de la ciutat van ser assaltades en dos punts i el castell patí molts danys. Tot i això, les tropes de D'Asfeld, que provenien de la victòria en la batalla d'Almansa, no pogueren arribar fins al castell a causa del seu caràcter elevat i es dedicaren a bombardejar-lo. Aquest sols es rendí després que la guarnició, majoritàriament anglesa, i en oposició a les intencions de maulets i catalans, pactà amb el francès l'eixida el 12 de juny de 1707 (després d'aproximadament un mes llarg de setge). Poc després, va ser incendiada i els seus habitants deportats a La Manxa. El nom de la ciutat es va canviar pel de San Felipe o Nueva Colonia de San Felipe. Per aquest motiu, es conserva el quadre de Felip V cap per avall al Museu de Belles Arts de la ciutat.

### Època contemporània
Ja en les primeres Corts de Cadis, el diputat xativí per València, Joaquim Llorenç Villanueva, va aconseguir que recuperara el seu nom el 1811. Villanueva, que a més d'il·lustrat era rector, aconseguí també la catedralitat de Xàtiva, però aquesta fita sols va durar uns dies, ja que Ferran VII derogà totes les lleis de les Corts de Cadis. Però, durant el Trienni Liberal del 1820-1823, Villanueva tornà a ser diputat per València i aquesta vegada no sols aconseguí la revalidació del nom de Xàtiva per la ciutat, sinó la capitalitat de província en l'organització provincial que s'estava fent (vegeu Província de Xàtiva). Tanmateix, com havia ocorregut anteriorment, amb la restauració de Ferran VII aquesta distribució provincial quedà derogada i Villanueva hagué d'exiliar-se.
L'enderroc de la muralla de Xàtiva es va allargar fins ben entrat el segle xx, i prèviament es va terraplenar la ronda exterior, generant l'espai que actualment ocupa l'albereda Jaume I i l'Avinguda de Selgas.
La Companyia del Ferrocarril de Xàtiva al Grau de València, fundada en 1851, en 1854 arriba a Xàtiva, motiu de grans celebracions. Altres destacables del segle xix a Xàtiva són la seua participació en les lluites cantonalistes, i la pesta que hi va fer estralls. Durant la major part del segle xix i principis del XX, l'elit dirigent xativina regí plàcidament la ciutat, fins que l'arribada de la II República trencà aquest període i implicà la irrupció dels partits d'esquerres, dels sindicats, dels anarquistes i dels autonomistes.
El 12 de febrer de 1939, en els últims moments de la Guerra civil espanyola, la ciutat va patir un bombardeig per part de l'aviació feixista italiana, conegut com a bombardeig de l'estació o bombardeig de Xàtiva. El bombardeig va deixar 129 morts i més de 200 ferits, molts d'ells dones i xiquets que abarrotaven les andanes de l'estació per a rebre l'arribada d'un comboi militar que en aqueix moment efectuava la seua entrada.
El 2019 l'Església Catòlica donà dos ermites a l'ajuntament de Xàtiva (l'ermita del Puig i la de Sant Antoni) a canvi que aquest els restaurara.

## Demografia
Actualment, té 30.334 habitants, incloent-hi les xicotetes pedanies integrades (Annauir, Sorió, Torre d'En Lloris) i, encara que el seu pes demogràfic actual és menor, continua sent una de les ciutats referents quant a història i cultura.
| 12.000 | 400    | 12.665 | 12.000 | 10.872 | 12.596 | 15.747 | 14.099 | 12.600 | 12.737 | 14.148 |        |
| 1930   | 1940   | 1950   | 1960   | 1970   | 1981   | 1991   | 2000   | 2005   | 2010   | 2015   | 2021   |
| 15.087 | 18.263 | 18.092 | 19.896 | 21.578 | 23.755 | 24.586 | 25.478 | 28.222 | 29.361 | 29.095 | 29.459 |

Entre el cens de 1887 i l'anterior, Xàtiva rep un increment poblacional en incorporar-se Annauir.

## Organització territorial

### Entitats i nuclis de població
Ordenats per dades de població el 2015:
- Torre d'En Lloris 138 hab.
- Annauir 130 hab.
- Sorió 23 hab.
- El Realenc 3 hab.

### Barris
La ciutat de Xàtiva compta amb 12 barris:
- Districte Ciutat (barri del nucli històric situat al voltant de la parròquia de Santa Maria).
- Les Santes (barri del nucli històric, antic barri medieval jueu).[32]
- Sant Pere (barri del nucli històric situat al voltant de l'parròquia de Sant Pere).
- Sant Josep (barri del nucli històric situat a sota del Bellveret).
- Alt del Raval (barri del nucli històric situat a sota del calvari baixet)
- Raval de Sant Joan (barri del nucli històric, antic barri medieval morisc).[33]
- Les Barreres (barri del nucli històric situat al voltant de la parròquia de la Mercè).
- L'Eixample (barri situat al nord de la ciutat).
- Camí dels Dos Molins (barri situat al nord-oest de la ciutat).
- Carme (barri situat al nord-est de la ciutat).
- La Murta (barri situat al voltant de l'Estadi La Murta).
- Horts del Raval (barri situat a les faldes de la Serra Vernissa).

## Política i govern

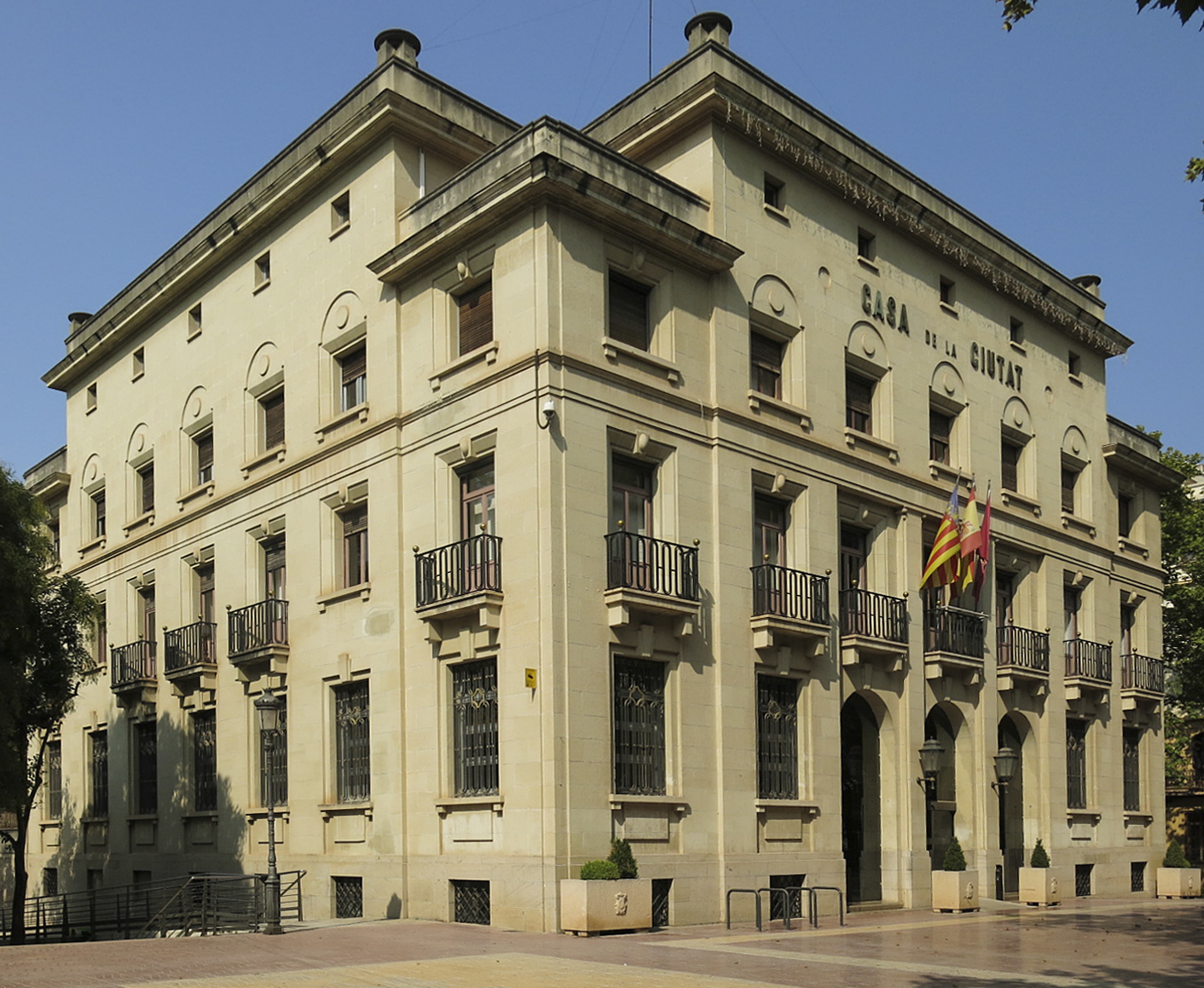
Ajuntament de Xàtiva

### Composició de la Corporació Municipal
El Ple de l'Ajuntament està format per 21 regidors. En les eleccions municipals de 28 de maig de 2023 foren elegits 8 regidors del Partit Socialista del País Valencià (PSPV-PSOE), 8 del Partit Popular (PP), 4 de Xàtiva Unida-Seguim Endavant (XU) i 1 de Vox (VOX).
| Eleccions municipals de 28 de maig de 2023 - Xàtiva |                                          |                                     |                                     |         |          |          |
| Candidatura | Candidatura                              | Candidatura                         | Cap de llista                       | Vots    | Vots     | Regidors |
| | Partit Socialista del País Valencià-PSOE |                                     | Roger Cerdà i Boluda                | 5.284   | 34,76%   | 8 (-2)   |
| | Partit Popular                           |                                     | Marcos Sanchis Fernández            | 5.239   | 34,47%   | 8 (+4)   |
| | Xàtiva Unida-Esquerra Unida: Endavant    |                                     | Maria Amor Amorós Giménez           | 2.533   | 16,66%   | 4 (-1)   |
| | Vox                                      |                                     | Francisco Suárez Mollá              | 1.004   | 6,61%    | 1 (+1)   |
| | Altres candidatures                      |                                     |                                     | 1.140   | 7,42%    | 0 ( -2)  |
| | Vots en blanc                            |                                     |                                     | 166     | 1,07%    |          |
| Total vots vàlids i regidors | Total vots vàlids i regidors             | Total vots vàlids i regidors        | Total vots vàlids i regidors        | 15.366  | 100 %    | 21       |
| | Vots nuls                                | Vots nuls                           | Vots nuls                           | 180     | 1,16%    |          |
| Participació (vots vàlids més nuls) | Participació (vots vàlids més nuls)      | Participació (vots vàlids més nuls) | Participació (vots vàlids més nuls) | 15.546  | 68,74%** |          |
| Abstenció | Abstenció                                | Abstenció                           | Abstenció                           | 7.069*  | 31,26%** |          |
| Total cens electoral | Total cens electoral                     | Total cens electoral                | Total cens electoral                | 22.615* | 100 %**  |          |
| Alcalde: Roger Cerdà i Boluda (PSPV) (17/06/2023) Per ser la llista més votada, després de no haver obtingut majoria absoluta dels regidors (12 vots: 8 de PSPV i 4 de Xàtiva Unida) |                                          |                                     |                                     |         |          |          |
| Fonts: JEZ de Xàtiva, Generalitat Valenciana (* No són vots sinó electors. ** Percentatge respecte del cens electoral.)                                                              |                                          |                                     |                                     |         |          |          |

### Alcaldes
Des de 2015 l'alcalde de Xàtiva és Roger Cerdà i Boluda de PSPV-PSOE.
| Període                       | Alcalde o alcaldessa          | Partit polític | Data de possessió | Observacions |
| ----------------------------- | ----------------------------- | -------------- | ----------------- | ------------ |
| 1979–1983                     | Manuel Casesnoves Soldevila   | PSPV-PSOE      | 19/04/1979        | --           |
| 1983–1987                     | Josep Miquel Calabuig i Adrià | PSPV-PSOE      | 28/05/1983        | --           |
| 1987–1991                     | Josep Miquel Calabuig i Adrià | PSPV-PSOE      | 30/06/1987        | --           |
| 1991–1995                     | Josep Miquel Calabuig i Adrià | PSPV-PSOE      | 15/06/1991        | --           |
| 1995–1999                     | Alfonso Rus Terol             | PP             | 17/06/1995        | --           |
| 1999–2003                     | Alfonso Rus Terol             | PP             | 03/07/1999        | --           |
| 2003–2007                     | Alfonso Rus Terol             | PP             | 14/06/2003        | --           |
| 2007–2011                     | Alfonso Rus Terol             | PP             | 16/06/2007        | --           |
| 2011–2015                     | Alfonso Rus Terol             | PP             | 11/06/2011        | --           |
| 2015–2019                     | Roger Cerdà i Boluda          | PSPV-PSOE      | 13/06/2015        | --           |
| 2019-2023                     | Roger Cerdà i Boluda          | PSPV-PSOE      | 15/06/2019        | --           |
| Des de 2023                   | Roger Cerdà i Boluda          | PSPV-PSOE      | 17/06/2023        | --           |
| Fonts: Generalitat Valenciana |                               |                |                   |              |

### Símbols

#### Bandera
La bandera o senyera de Xàtiva és el símbol tradicional que representa l'estendard reial sobre un fons roig concedit pel rei Pere el Cerimoniós a la ciutat el 1347, per la fidelitat al rei durant la Guerra de la Unió. Xàtiva fou declarada vila reial des de l'inici de la reconquesta i sempre tingué vot a les Corts. La representació gràfica més antiga de la senyera de Xàtiva se situa sobre un retaule barroc de taulells de ceràmica, situat al costat esquerre de la façana de la Casa Artigues (Botica Central) datat del segle xviii i a escassos metres del campanari de la Seu i on s'hi observa la imatge de la bandera de Xàtiva presidint el castell de la ciutat.

#### Escut
L'Escut de Xàtiva ha sigut tradicionalment una imatge del castell de Xàtiva, de vegades acompanyada per la Senyera Reial i, a dalt, una corona de cinc punts. La versió més antiga d'aquest escut són els diversos escuts pintats com a motiu decoratiu al Castell, que daten dels segles XIII-XVIII. A l'actual web de l'Ajuntament, l'escut inclou tots aquest elements sobre un fons blau i incorpora, a més, les tiares dels papes de la família Borja.

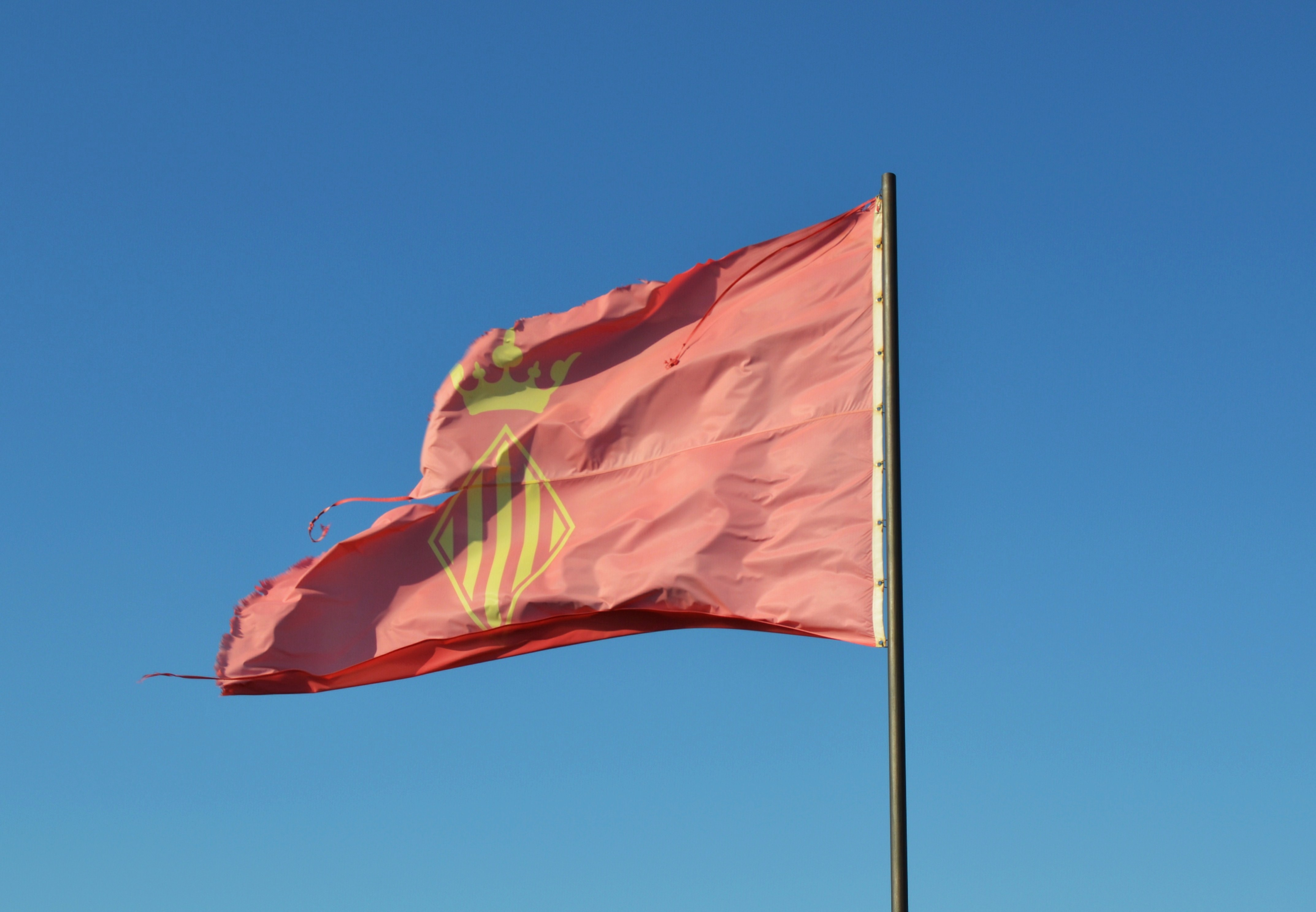
Bandera de Xàtiva al castell.
Bandera de Xàtiva amb el fons carmesí.
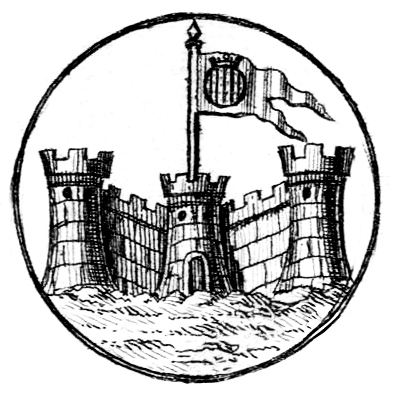
Escut de Xàtiva segons Bernat Espinalt, extret de l'obra Atlante Español (1778-1795)
Escut de Xàtiva

## Monuments
El seu nucli antic va ser declarat Conjunt historicoartístic en 1982.

### Monuments civils
- Castell de Xàtiva. Encara que d'origen ibèric i romà, la major part dels murs i torrasses que s'han conservat són de tècnica islàmica o d'estil gòtic: era la presó d'Estat dels Reis de la Corona d'Aragó. Des de dalt del castell, es pot contemplar, al nord, la ciutat i el pla de la Ribera del Xúquer; al sud, les terres de secà i les serres Grossa, Mariola i Benicadell; a l'oest, la frontera amb Castella; i a l'est, la mar Mediterrània.
- Muralles de Xàtiva, d'origen musulmà en la seua major part, i de les quals avui resten les de llevant i les de ponent i moltes de les seues torres, d'entre les quals destaquen:
  - La Torre del Sol
  - La Torre i Porta de l'Ametla
- Almodí de Xàtiva: edifici d'estil gòtic en la façana i renaixentista a l'interior, construït en el segle xvi. En ús fins a principis del segle xx; en la seua planta baixa, es realitzaven les contractacions i venda del blat, mentre que la superior era utilitzada per a l'emmagatzematge del blat. En l'actualitat, és un museu que allotja la col·lecció arqueològica, amb obres com la Pica Islàmica de Xàtiva.
- Casa de l'Ensenyança: construïda per l'arquebisbe Mayoral en 1758 per a col·legi de xiques. Des de 2015, conté el Museu de Belles Arts de la ciutat on s'exposen teles de Josep de Ribera o Guido Reni, un nombrós dipòsit del Museu Nacional del Prado (fruit de la pertinença en el programa El Prado Extendido) taules gòtiques i el famós retrat de Felip V cap per avall.
- Hospital Reial (S. XV-XVI): d'estils gòtic i renaixentista. A l'interior, es conserva la Capella de l'Assumpció.
- Palau d'Alarcó: construït posteriorment al 1707, destaca per la seua volumetria. Actualment és seu dels jutjats.
- Palau dels Mahiques Sanç: l'estructura bàsica correspon als inicis del segle XVII; actualment, alberga la Casa de Cultura amb la biblioteca, sala d'exposicions, saló d'actes i pati-jardí.
- Palau del Marqués de Montortal: exemplar característic del palau urbà medieval xativí.
- Casa Natalícia d'Alexandre VI.
- Edifici Botella: construcció residencial d'estil modernista, que data del 1906.
- Font del Lleó: construïda al segle xix i situada al centre de la ciutat.
- Font Gòtica de la plaça dels Trinitaris (segle xiv).
- Font de Sant Francesc: barroca, construïda el 1746.
- Font d'Aldomar: és una font de la primera meitat del segle xviii, situada a la ciutat de Xàtiva, Província de València i alimentada pel manantial de Bellús.[44] Està situada a la plaça on se situa la casa natal del papa Alexandre VI, just davant del seu portal. La font és d'estil barroc encara que segueix models gòtics i està feta de marbre de Buixcarró. Les dimensions de la bassa fan pensar que va fer la funció d'abeurador per a animals doncs que l'alçada d'aquesta permet l'accés als animals.[44]
- Font dels Vint-i-cinc dolls: coneguda popularment com a Font dels vint-i-cinc xorros, segle xix.
- Gran Teatre Edifici en estil contemporani, estrenat el 2001.

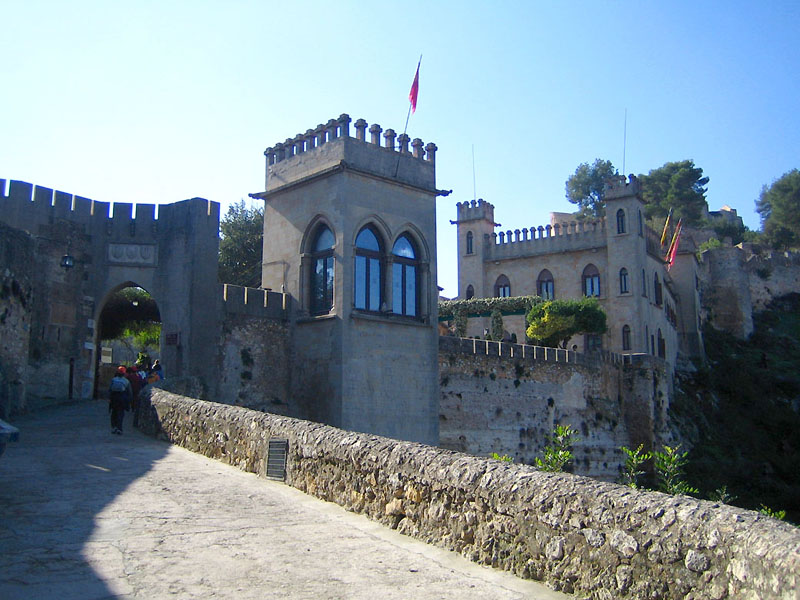
Castell de Xàtiva
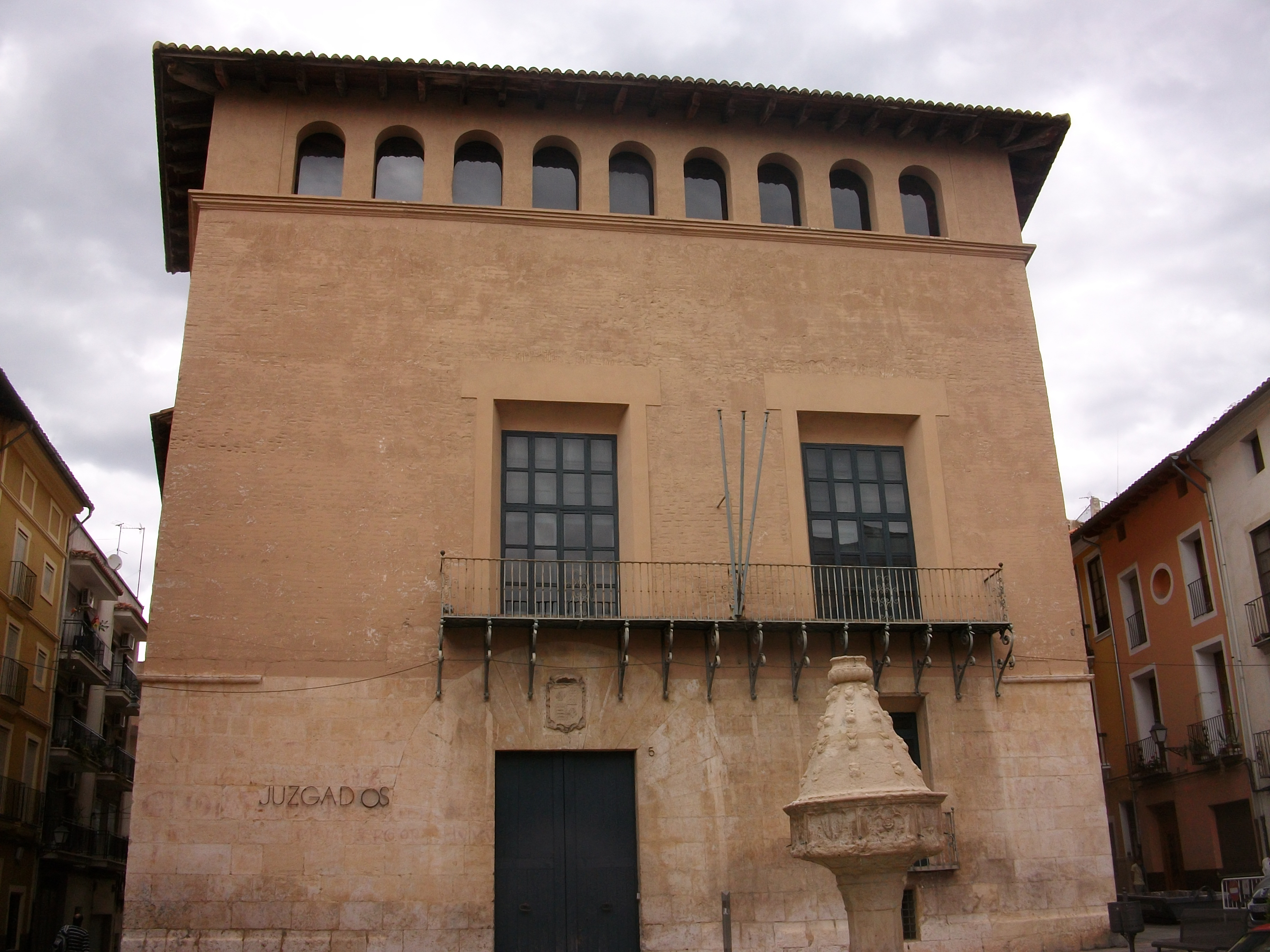
Palau d'Alarcó
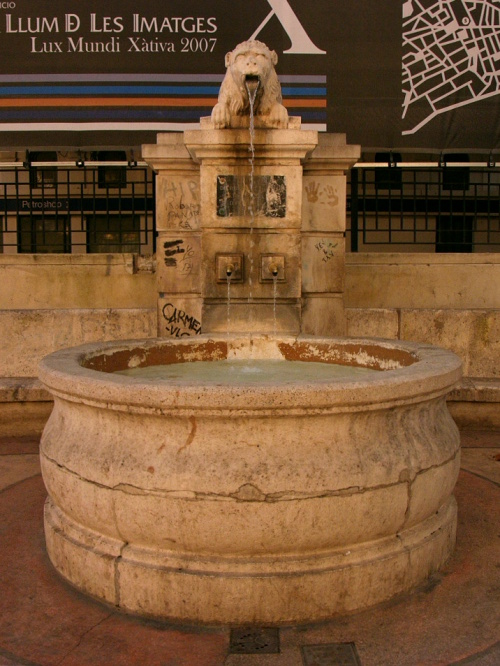
Font del Lleó
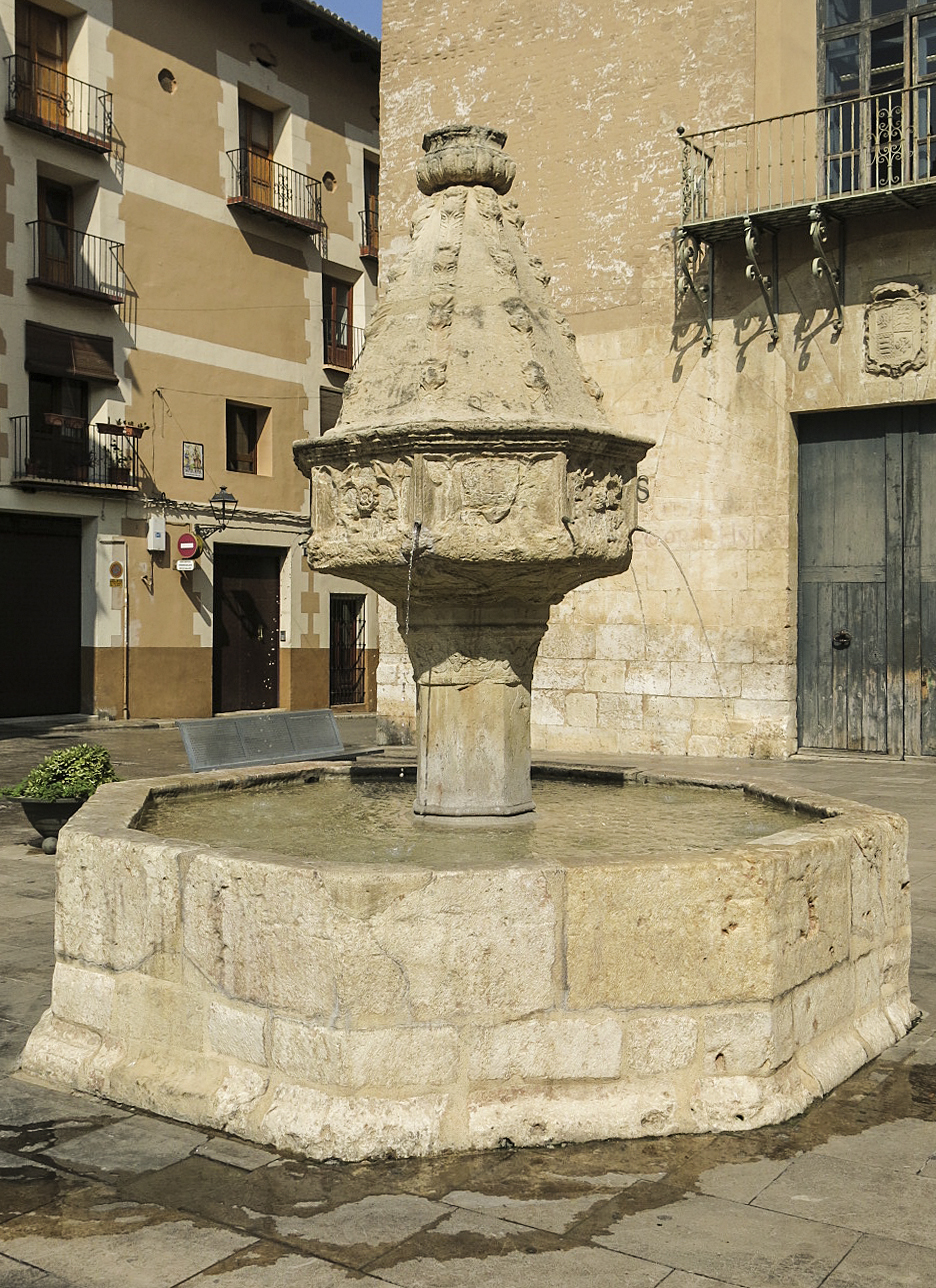
Font de la Trinitat
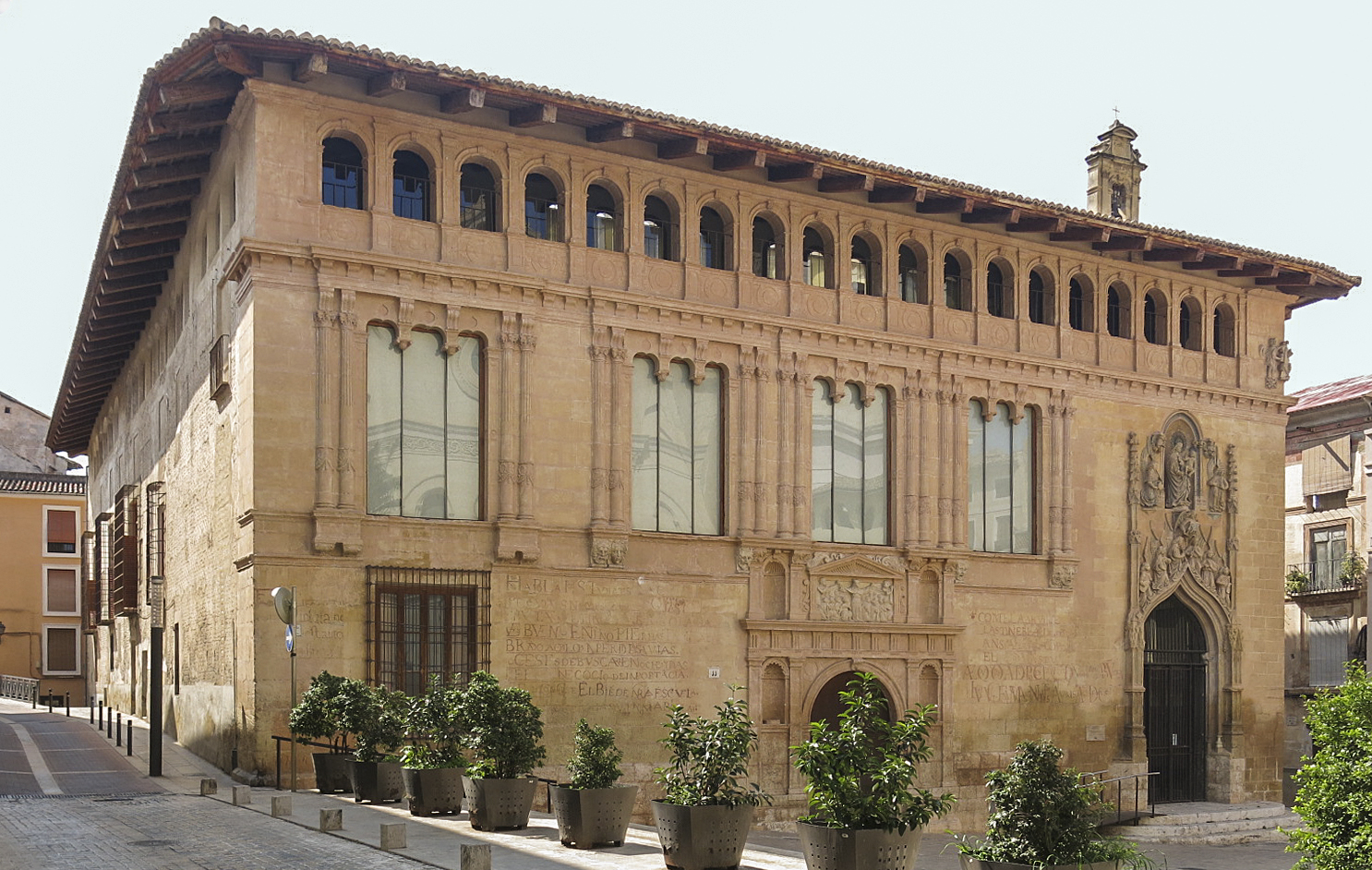
Hospital Municipal (Xàtiva)

### Monuments religiosos

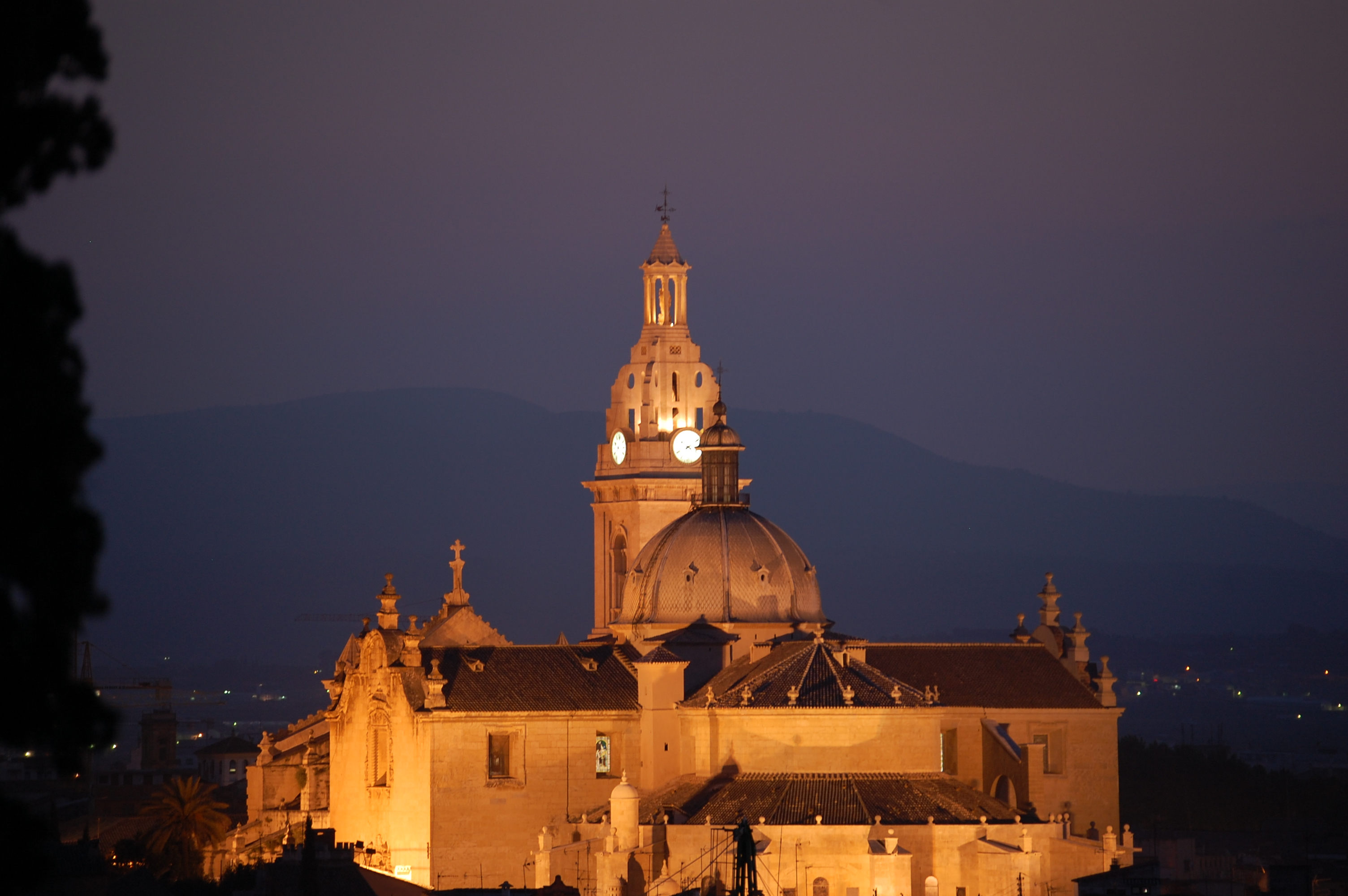
Vista nocturna de La Seu.

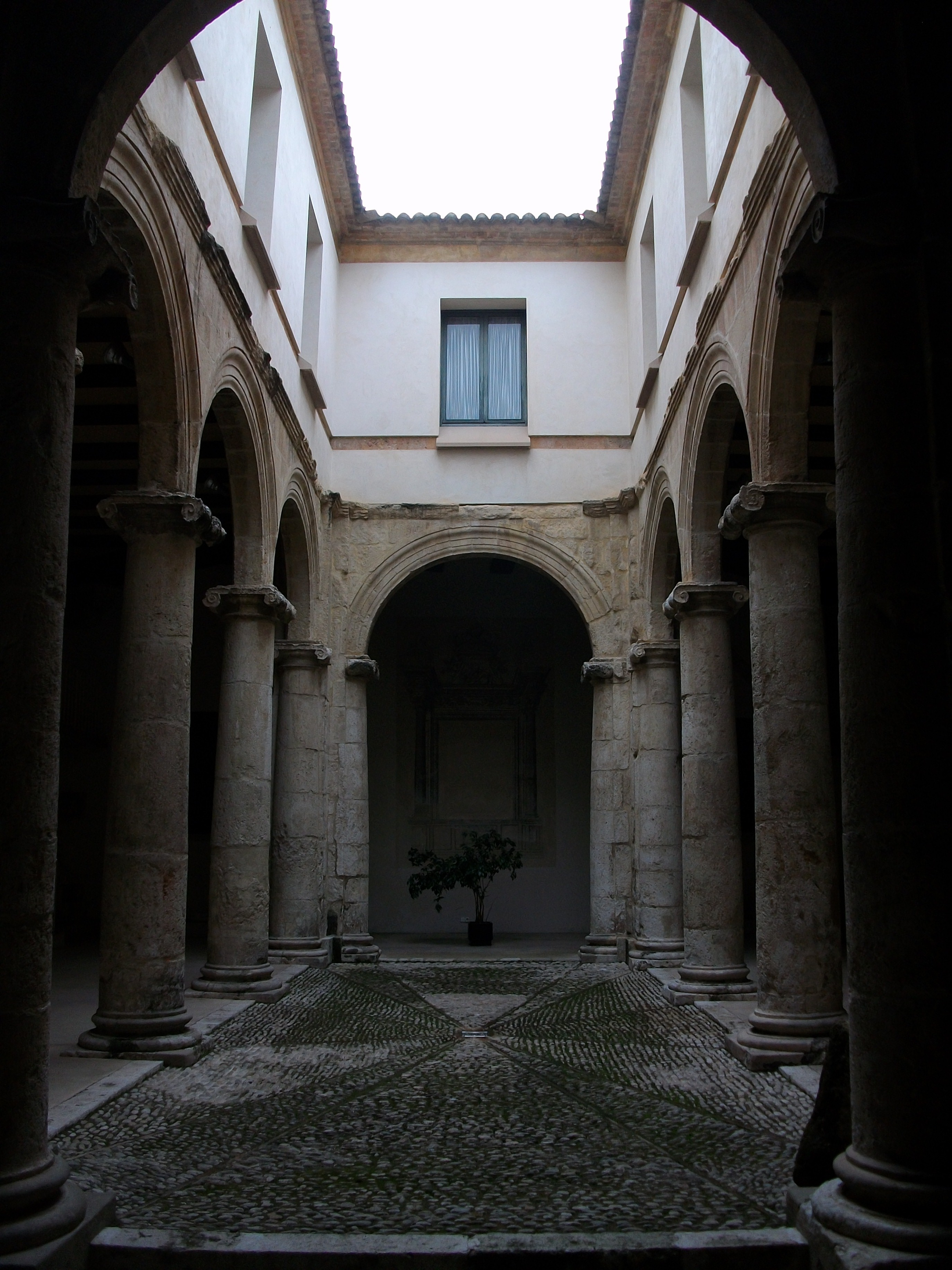
Almodí.

- Col·legiata de Santa Maria la Major: coneguda com a La Seu. És Col·legiata i Basílica Menor, i va ser concebuda com a seu catedralícia, i d'ací el nom.[45] Amb tres naus, creuer i girola, es començà a construir el 1596. Al Museu Col·legial s'exhibeixen nombroses obres d'art.
- Monestir de Santa Clara o Reial Monestir de l'Assumpció: fundat per la vídua de l'almirall Roger de Llúria l'any 1325, és un edifici conventual d'estils gòtic i barroc, i amb posteriors reformes i ampliacions dels segles XVI a XVIII.
- Església de Sant Feliu: construïda poc després de la conquesta, cap al 1269. Destaca el seu atri sostingut amb columnes romanes, la seua portada romànica i les pintures que es conserven a l'interior (s. XIV al XVI). L'edifici actual ocupa el lloc de la Basílica Episcopal de l'antiga Saetabis.
- Església de Sant Francesc: del segle xiv i reformada al XV.
- Antic convent de la Trinitat: només queda la portada del gòtic flamíger, i és actualment l'Arxiu Municipal.
- Església de Sant Pere: construïda al segle xiv, conserva magnífics teginats. Fou ací on va ser batejat el futur Alexandre VI.
- Església de la Mercé: construïda al voltant de l'antic convent de la Mercé.
- convent de Sant Domènec: construït a partir del segle xiv.
- Exconvent de Sant Onofre el Nou: segle xvii.
- Exconvent de Sant Agustí: edifici del segle xvii. En l'actualitat, alberga el Conservatori de Música Lluís del Milà; i l'Auditori Municipal.
- Ermita de Sant Josep: del segle xviii, des d'ací hi ha unes magnífiques vistes.
- Ermita del Puig: segle xv.[46]
- Ermita de Sant Antoni: segle xvii.[22]
- Ermita de Santa Anna: del segle xvi, manada construir pel papa xativí Alexandre VI.

## Gastronomia
Són plats molt característics de Xàtiva l'arròs al forn, l'arròs amb fesols i naps, la paella i el putxero de gallina, xai i vedella. Pel que fa als dolços, la majoria són d'herència àrab, i els més típics són l'almoixàvena i l'arnadí, encara que la coca de llauna hi és popular també. L'arnadí es menja després de Setmana Santa, igual que la mona de Pasqua, també molt popular a Xàtiva. Entre les begudes, figura el burret o cafè-licor. Per a Santa Catalina, el torró de gat i el pa de catalinetes és habitual. La Fira d'Agost de Xàtiva, del 15 al 20, és la mostra gastronòmica més destacable de la ciutat; una altra festa gastronòmica important, el Concurs Nacional d'Arròs al Forn, se celebra a l'abril.

## Festes i mercats
Des del 1250, s'hi celebra la famosa Fira de Xàtiva. Aquest privilegi d'organitzar una fira del bestiar va ser concedit per Jaume I.
La celebració de la Setmana Santa també es viu amb gran intensitat.
Per Corpus Christi, té lloc la processó del Corpus de Xàtiva, una de les més antigues del País Valencià, en la qual participen els elements següents, la majoria amb la seua pròpia dansa: gegants, castellers, nanos, el paloteig, els llauradors, els zíngars, els cavallets, els arquets, els pastorets, els turcs, la magrana, la Moma, carro de l'enramà, creu alçada, públic i acompanyants, xiquets i xiquetes del combregat, els apòstols, l'agüelo Colomet, el drac-dimoni, l'Arca de l'Aliança, El rei David i Betsabé, Melquiadec, Abraham, les heroïnes, el raïmot, la trilogia, els evangelistes, els cirialots, i autoritats civils i eclesiàstiques.
Les Catalinetes són una festa per a xiquets, que té lloc per Santa Caterina d'Alexandria, el 25 de novembre.

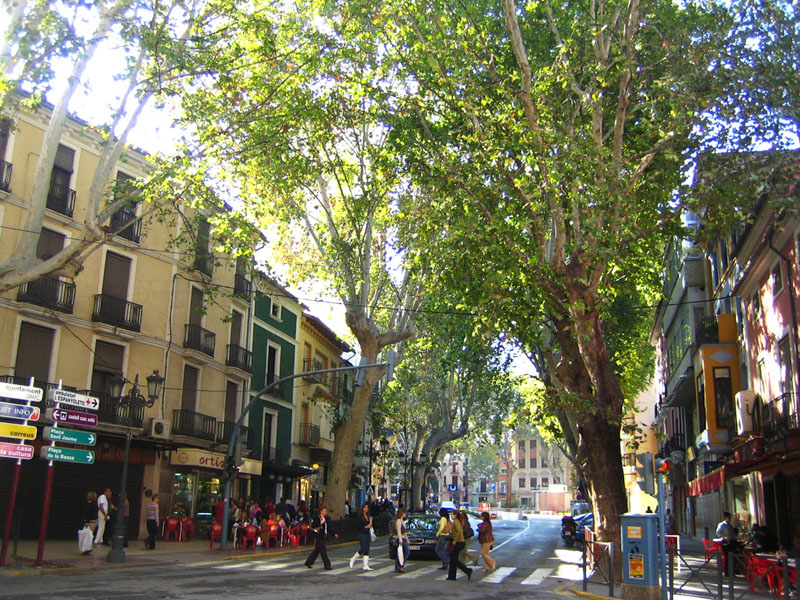
Albereda de Jaume I a Xàtiva.

Fins a les acaballes del segle xx, se celebrava també la Foguera de Sant Antoni el 17 de gener. Una celebració de molta tradició als pobles del voltant de Xàtiva i que és coneguda gràcies a la foguera de Canals, la més gran de totes les que es cremen. A Xàtiva, però, aquesta tradició està en clara decadència.
A Xàtiva, se celebren també dos dies de mercat (vegeu al respecte mercat de Xàtiva).

## Esport
A Xàtiva, destaca el club de futbol CE Olímpic de Xàtiva, que actualment juga en Segona divisió B. El club disputa els seus partits al Camp La Murta, inaugurat el 1922 i amb capacitat per a 9.000 espectadors. També en equips de fútbol destaca el Ciutat de Xàtiva per la gran familia que han format, sobretot les xiquetes infantil/cadetes d'aquesta temporada 21/22. També destaca el club de voleibol, Club Voleibol Xàtiva.

## Xativins destacats
Categoria principal: Xativins

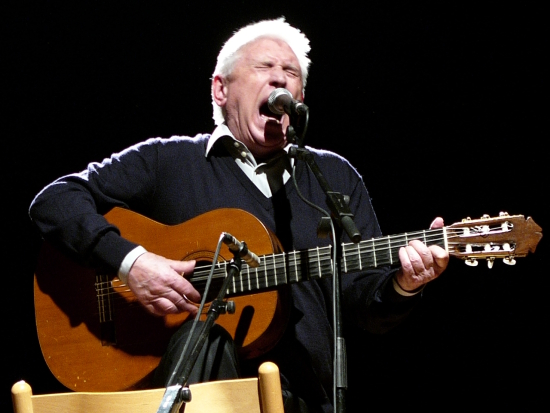
El cantautor de Xàtiva, Raimon.

- Abú Masaifa, introductor del paper a Europa.
- Joaquín Acuña Escarche, organista i compositor.[48]
- La família Borja va donar dos Papes: Calixt III i Alexandre VI.
- Lluís Alcanyís, metge, primer catedràtic de medicina de la Universitat de València.
- Lluís de Milà, compositor.
- Ildefons Ramírez de Arellano, "Cosmògraf Ramírez", pilot i geògraf. (Vegeu Illa de Xàtiva.)
- Misser Tomàs Cerdan de Tallada, naix tal vegada l'any 1530 i mor possiblement a València l'any 1614. Magistrat, jurista, humanista, poeta i doctor en lleis.
- Josep de Ribera, pintor.
- Francesc de Paula Martí i Mora, gravador i introductor de la taquigrafia a Espanya.
- Emili Gandia i Ortega, arqueòleg i museòleg, primer director de les excavacions d'Empúries.
- Manuel Joaquim Sanelo, metge i lingüista, defensor de la llengua.
- Joaquim Llorenç Villanueva, polític, impulsor de la província de Xàtiva
- Tio Fredo, cantautor
- Vicent Boix i Ricarte, poeta, polític i historiador.
- Matilde Ridocci i Garcia, mestra, pedagoga, escriptora i poeta.
- Lluís Simarro Lacabra, metge i primer catedràtic de psicologia.
- Gonçal Vinyes Massip, sacerdot, investigador i escriptor, declarat beat.
- Ventura Pascual i Beltran, mestre, historiador i poeta.
- Francesc Bosch i Morata, metge, mestre i conseller durant la II República.
- José Antonio Maravall, historiador.
- Joaquín Prat, presentador de ràdio i televisió.
- Raimon, cantautor.
- Artur Heras, pintor.
- Bruno Lomas, cantant de rock.
- Manolo Miralles, músic membre fundador d'Al Tall.
- Toni Cucarella, escriptor.
- Pep Gimeno "Botifarra", cantaor d'estil.
- Elies Barberà, poeta i actor.
- Xavier Aliaga, novel·lista i periodista.
- Feliu Ventura, cantautor.
- Ximo Cerdà, professor, científic, escriptor i il·lustrador.
- Miguel R. Ferri Montell, lluitador dels drets.
- Juan Andres, matemàtic i religiós, mahometà convers i probable antic alfaquí de la ciutat.
- Aitana Molina Francés, escriptora, professora, periodista i comunicadora audiovisual.

## Associacions i entitats
- Amics de La Costera, associació cultural de la comarca de Xàtiva, la Costera, activa des d'abans de l'arribada de la democràcia,[49] i publica la seua revista Papers de La Costera. Entre altres activitats, ha publicat diferents llibres d'història local,[50] ha organitzat cicles de música i xerrades. El 2007, commemorà el 300 aniversari de la crema de Xàtiva.[51]
- Club Esportiu Olímpic
- El Obrero Setabense
- Societat Musical La Primitiva Setabense
- Consell de la Joventut de Xàtiva